# Naturbahnrodel-Europameisterschaft 2014
Die 25. Naturbahnrodel-Europameisterschaft der Fédération Internationale de Luge de Course (FIL) fanden vom 17. bis 19. Januar 2014 in Umhausen in Österreich statt.
Da die Ergebnisse der Europameisterschaften auch als Weltcup-Ergebnis zählten, nahmen an ihm alle normalerweise aktiven Rodler teil. Für die Europameisterwertung zählten jedoch nur die Zeiten und Läufe der Rodler und Rodlerinnen aus Deutschland, Italien, Österreich, Polen, Russland, Schweiz, Slowenien, Türkei, Ukraine und dem Vereinigten Königreich.  Jekaterina Lawrentjewa gewann im Einsitzer der Damen, Patrick Pigneter und Florian Clara siegten im Doppelsitzer und das Team Italien mit Melanie Schwarz, Alex Gruber und dem Doppel Patrick Pigneter und Florian Clara gewann den Mannschaftswettbewerb. Im Einsitzer der Herren ging der Titel an Patrick Pigneter aus Italien.

## Technische Daten der Naturrodelbahn
| Name                   | Naturrodelbahn Grantau |
| Start                  | 1160 m ü. A.           |
| Ziel                   | 1040 m ü. A.           |
| Höhendifferenz         | 120 m                  |
| Durchschnittl. Neigung | 12,1 %                 |
| Länge                  | 1.000 m                |

## Einsitzer Herren
| Platz | Name                | Zeit        |
| ----- | ------------------- | ----------- |
| 01    | Patrick Pigneter    | 2:25,71 min |
| 02    | Thomas Kammerlander | + 01,38 s   |
| 03    | Alex Gruber         | + 02,14 s   |
| 04    | Anton Blasbichler   | + 02,22 s   |
| 05    | Stefan Gruber       | + 02,88 s   |
| 06    | Kaj Johnson         | + 03,50 s   |
| 07    | Stanislaw Kowschik  | + 03,53 s   |
| 08    | Florian Glatzl      | + 03,58 s   |
| 09    | Michael Scheikl     | + 04,24 s   |
| 10    | Bernd Neurauter     | + 04,43 s   |
| 11    | Adam Jędrzejko      | + 04,72 s   |
| 12    | Juri Talych         | + 05,33 s   |
| 13    | Alexander Jegorow   | + 05,33 s   |
| 14    | Galabin Bozew       | + 06,60 s   |
| 15    | Grigori Bukin       | + 06,74 s   |
| 16    | Martin Mayerhofer   | + 07,00 s   |
| 17    | Damian Waniczek     | + 07,55 s   |
| 18    | Marcus Grausam      | + 07,81 s   |
| 19    | John Gibson         | + 08,82 s   |
| 20    | Christian Wichan    | + 09,90 s   |
| 21    | Isa Güzeloğlu       | + 013,92 s  |
| 22    | Levi Underwood      | + 17,67 s   |
| 23    | Roman Los           | + 17,74 s   |
| 24    | Yavuz Ipek          | + 20,37 s   |
| 25    | Vincent Schultz     | + 38,39 s   |

Mit Laufbestzeiten in beiden Wertungsdurchgängen sicherte sich der Italiener Patrick Pigneter seinen dritten Europameistertitel im Einsitzer. Er gewann vor dem Lokalmatador Thomas Kammerlander und seinem Mannschaftskollegen Alex Gruber   aus Italien.

## Einsitzer Damen
| Platz | Name                   | Zeit        |
| ----- | ---------------------- | ----------- |
| 01    | Jekaterina Lawrentjewa | 2:30,31 min |
| 02    | Melanie Schwarz        | + 00,31 s   |
| 03    | Tina Unterberger       | + 01,41 s   |
| 04    | Evelin Lanthaler       | + 02,12 s   |
| 05    | Ljudmila Aksenenko     | + 02,81 s   |
| 06    | Michaela Maurer        | + 03,17 s   |
| 07    | Christina Götschl      | + 05,57 s   |
| 08    | Michelle Diepold       | + 05,74 s   |
| 09    | Theresa Maurer         | + 06,44 s   |
| 10    | Petra Dragičevič       | + 6,55 s    |
| 11    | Michaela Niemetz       | + 7,48 s    |
| 12    | Darja Malejewa         | + 7,60 s    |
| 13    | Svitlana Kravchuk      | + 12,04 s   |
| 14    | Carmen Planötscher     | + 15,77 s   |
| 15    | Asuman Bayrak          | + 39,65 s   |

Datum: 17. Januar (1. Wertungslauf) und 18. Januar 2014 (2. Wertungslauf)
Die Russin Jekaterina Lawrentjewa wurde mit der schnellsten Zeit in beiden Wertungsläufen zum vierten Mal in Folge und zum insgesamt fünften Mal Europameisterin im Einsitzer. Die Silbermedaille ging an die Italienerin Melanie Schwarz, für die es die erste EM-Medaille im Einsitzer war. Die Bronzemedaille holte sich die Österreicherin Tina Unterberger.

## Doppelsitzer
| Platz | Name                                                | Zeit        |
| ----- | --------------------------------------------------- | ----------- |
| 01    | ItalienPatrick Pigneter Florian Clara               | 2:36,41 min |
| 02    | RusslandPawel Porschnew Iwan Lasarew                | + 00,09 s   |
| 03    | RusslandAlexander Jegorow Pjotr Popow               | + 02,55 s   |
| 04    | ÖsterreichChristian Schopf Andreas Schopf           | + 03,00 s   |
| 05    | ÖsterreichChristoph Regensburger Dominik Holzknecht | + 04,19 s   |
| 06    | PolenAndrzej Laszczak Damian Waniczek               | + 04,25 s   |
| 07    | ÖsterreichChristoph Knauder Thomas Knauder          | + 07,62 s   |
| 08    | DeutschlandChristian Wichan Oliver Schiller         | + 09,26 s   |
| 09    | RumänienBogdan Moroșan Gabriel Candrea              | + 011,72 s  |
| 10    | BulgarienPetar Sawow Georgi Antschow                | + 14,84 s   |
| 011   | TürkeiMuhammet Dellalbasi Muhammet Ozcan            | + 018,05 s  |
| 12    | Vereinigte StaatenDerek Carter Daryn Carter         | + 025,07 s  |

Datum: 17. Januar (1. Wertungslauf) und 18. Januar 2014 (2. Wertungslauf)

## Mannschaftswettbewerb
| Platz | Name                                                                             | Zeit    |
| ----- | -------------------------------------------------------------------------------- | ------- |
| 1     | ItalienMelanie Schwarz Alex Gruber Patrick Pigneter – Florian Clara              | 3:49.63 |
| 2     | RusslandJekaterina Lawrentjewa Stanislaw Kowschik Pawel Porschnew – Iwan Lasarew | 3:51.92 |
| 3     | ÖsterreichTina Unterberger Thomas Kammerlander Christian Schopf – Andreas Schopf | 3:51.92 |
| 4     | PolenWioletta Ryś Adam Jędrzejko Andrzej Laszczak – Damian Waniczek              | 3:57.05 |
| 5     | DeutschlandMichaela Maurer Marcus Grausam Christian Wichan – Oliver Schiller     | 3:59.97 |
| 6     | RumänienAnișoara Hutopilă Adrian Filimon Bogdan Moroșan – Gabriel Candrea        | 4:08.79 |
| 7     | UkraineAngela Krawtschuk Marjan Husner Roman Los – Swetlana Krawtschuk           | 4:12.42 |
| 8     | TürkeiAsuman Bayrak İsa Güzeloğlu Muhammet Dellalbasi – Muhammet Sait Ozcan      | 4:17.36 |
| 9     | Vereinigte StaatenLiesel Demeuse Vincent Schultz Daryn Carter – Derek Carter     | 4:18.83 |

Datum: 18. Januar 2014
Den zum dritten Mal bei Europameisterschaften ausgetragenen Mannschaftswettbewerb gewann das Team Italien I mit Melanie Schwarz. Silber ging an Russland und Bronze nach Österreich. Insgesamt waren neun Teams am Start, wobei als Änderung zu 2012 jedes Land nur noch eine Mannschaft in den Wettbewerb schickte.

## Medaillenspiegel
| Platz | Land       | Gold | Silber | Bronze | Gesamt |
| ----- | ---------- | ---- | ------ | ------ | ------ |
| 1.    | Italien    | 3    | 1      | 1      | 5      |
| 2.    | Russland   | 1    | 2      | 1      | 4      |
| 3.    | Österreich | —    | 1      | 2      | 3      |